# Гран-прі ФІДЕ серед жінок 2019—2020
Гран-прі ФІДЕ серед жінок 2019—2020 — серія із чотирьох шахових турнірів.
Це п'ятий цикл серії ФІДЕ. № 1 у рейтингу серед жінок Хоу Іфань, яка була переможницею перших трьох серій Гран-Прі, не змогла взяти участь через навчання в Оксфордському університеті.
За регламентом змагань, дві шахістки, які набрали найбільшу кількість очок за підсумками серії гран-прі отримували право участі в турнірі претенденток.
Переможницею серію турнірів гран-прі ФІДЕ стала Олександра Горячкіна, друге місце посіла Гампі Конеру. Оскільки Горячкіна вже пройшла кваліфікацію раніше, на турнір претенденток замість неї кваліфікувалася Катерина Лагно, яка посіла третє місце.

## Формат турніру
У кожному з турнірів брали участь 12 шахісток.
За перемогу в окремій партії гравцям нараховують 1 очко, за нічию ½ очка та 0 очок за поразку.
Призовий фонд окремого етапу гран-прі становить 80 000 євро, призовий фонд за показані результати протягом всього циклу гран-прі становить також 80 000 євро.
Розподіл очок та сума призових такі:
| Місце | Очки | Призові за окремий етап | Призові за підсумками серії |
| ----- | ---- | ----------------------- | --------------------------- |
| 1     | 160  | 15 000 Євро             | 20 000 Євро                 |
| 2     | 130  | 12 000 Євро             | 16 000 Євро                 |
| 3     | 110  | 10 000 Євро             | 13 000 Євро                 |
| 4     | 90   | 8 000 Євро              | 10 500 Євро                 |
| 5     | 80   | 6 750 Євро              | 8 000 Євро                  |
| 6     | 70   | 5 750 Євро              | 5 500 Євро                  |
| 7     | 60   | 5 000 Євро              | 4 000 Євро                  |
| 8     | 50   | 4 500 Євро              | 3 000 Євро                  |
| 9     | 40   | 4 000 Євро              |                             |
| 10    | 30   | 3 500 Євро              |                             |
| 11    | 20   | 3 000 Євро              |                             |
| 12    | 10   | 2 500 Євро              |                             |
| Разом |      | 80 000 Євро             | 80 000 Євро                 |

У разі розподілу місць, очки розподіляють порівну.
У загальному заліку враховуються три найкращі результати в серії. Шахістка з найбільшою кількістю очок за підсумками усіх турнірів серії Гран-прі визнається переможцем.

## Учасниці
| Шахістка             | Країна    | Рейтинг |
| -------------------- | --------- | ------- |
| Цзюй Веньцзюнь       | КНР       | 2595    |
| Олександра Горячкіна | Росія     | 2564    |
| Гампі Конеру         | Індія     | 2558    |
| Марія Музичук        | Україна   | 2551    |
| Катерина Лагно       | Росія     | 2549    |
| Анна Музичук         | Україна   | 2547    |
| Олександра Костенюк  | Росія     | 2517    |
| Нана Дзагнідзе       | Грузія    | 2511    |
| Валентина Гуніна     | Росія     | 2497    |
| Дронаваллі Харіка    | Індія     | 2492    |
| Аліна Кашлінська     | Росія     | 2492    |
| Чжао Сюе             | КНР       | 2485    |
| Піа Крамлінг         | Швеція    | 2479    |
| Антоанета Стефанова  | Болгарія  | 2474    |
| Елізабет Петц        | Німеччина | 2473    |
| Марі Себаг           | Франція   | 2451    |
| Жансая Абдумалік     | Казахстан | 2471    |

Через обмеження подорожей для китайських громадян у зв'язку зі спалахом пандемії коронавірусу, Чжао Сюе не змогла взяти участь у третьому етапі. Її замінила Жансая Абдумалік.

## Розклад та переможниці (призерки)
| № | Місце              | Дата                      | Шахістка                                              | Країна            | +     | −     | =     | Очки |
| - | ------------------ | ------------------------- | ----------------------------------------------------- | ----------------- | ----- | ----- | ----- | ---- |
| 1 | Сколково, Росія    | 10 — 23 вересня 2019      | Гампі Конеру                                          | Індія             | 5     | 0     | 6     | 8    |
| 2 | Монако             | 2 — 15 грудня 2019        | Олександра Костенюк Гампі Конеру Олександра Горячкіна | Росія Індія Росія | 5 4 5 | 2 1 2 | 4 6 4 | 7    |
| 3 | Лозанна, Швейцарія | 1 — 14 березня 2020       | Нана Дзагнідзе Олександра Горячкіна                   | Грузія Росія      | 4 3   | 1 0   | 6 8   | 7    |
| 4 | Гібралтар          | 22 травня — 2 червня 2021 | Жансая Абдумалік                                      | Казахстан         | 6     | 0     | 5     | 8½   |

## Залік Гран-прі
|    | Шахістка                       | Сколково | Монако | Лозанна | Гібралтар | Сума очок | Сума призових |
| -- | ------------------------------ | -------- | ------ | ------- | --------- | --------- | ------------- |
| 1  | Олександра Горячкіна (Росія)   | 120      | 133,3  | 145     | -1        | 398⅓      | €56,833       |
| 2  | Гампі Конеру (Індія)           | 160      | 133,3  | -1      | -1        | 293⅓      | €43,333       |
| 3  | Катерина Лагно (Росія)         | 90       | 90     | -1      | 100       | 280       | €38,000       |
| 4  | Жансая Абдумалік (Казахстан)   | -1       | -1     | 110     | 160       | 270       | €35,500       |
| 5  | Нана Дзагнідзе (Грузія)        | -1       | 35     | 145     | 75        | 255       | €31,500       |
| 6  | Марія Музичук (Україна)        | -1       | 60     | 60      | 130       | 250       | €27,667       |
| 7  | Анна Музичук (Україна)         | -1       | 80     | 85      | 60        | 225       | €23,125       |
| 8  | Олександра Костенюк (Росія)    | 45       | 133,3  | 15      | -1        | 193⅓      | €22,333       |
| 9  | Дронаваллі Харіка (Індія)      | 60       | 60     | 60      | -1        | 180       | €15,167       |
| 9  | Аліна Кашлінська (Росія)       | 45       | -1     | 85      | 50        | 180       | €16,125       |
| 11 | Елізабет Петц (Німеччина)      | 75       | 20     | -1      | 75        | 170       | €15,500       |
| 12 | Цзюй Веньцзюнь (Китай)         | 120      | -1     | 35      |           | 155       | €14,750       |
| 13 | Валентина Гуніна (Росія)       | 75       | 10     | -1      | 35        | 120       | €12,500       |
| 13 | Антоанета Стефанова (Болгарія) | 25       | -1     | 60      | 35        | 120       | €12,083       |
| 15 | Піа Крамлінг (Швеція)          | 10       | 60     | 35      | -1        | 105       | €11,333       |
| 16 | Гюнай Мамедзаде (Азербайджан)  | -1       | -1     | -1      | 100       | 100       | €9,000        |
| 17 | Марі Себаг (Франція)           | 25       | -1     | 15      |           | 40        | €6,000        |
| 18 | Чжао Сюе (Китай)               | -1       | 35     |         |           | 35        | €3,750        |
| 19 | Дінара Садуакасова (Казахстан) | -1       | -1     | -1      | 20        | 20        | €3,000        |
| 20 | Ірина Бульмага (Румунія)       | -1       | -1     | -1      | 10        | 10        | €2,500        |